# Terina overlaeti
Terina overlaeti är en fjärilsart som beskrevs av Louis Beethoven Prout 1932. Terina overlaeti ingår i släktet Terina och familjen mätare. Inga underarter finns listade i Catalogue of Life.